# Karl Heinz Böhling
Karl Heinz Böhling (* 13. Mai 1930 in Leer; † 23. März 2016) war ein deutscher Mathematiker, Informatiker und Hochschullehrer.

## Leben
Karl-Heinz Böhling wurde 1930 im ostfriesischen Leer geboren. An der Technischen Hochschule Hannover studierte er Mathematik und Elektrotechnik. Nach dem Abschluss des Studiums arbeitete er kurzzeitig am Forschungsinstitut von Telefunken in Ulm, ging jedoch zurück an die TH Hannover, wo er 1957 wissenschaftlicher Mitarbeiter am Institut für praktische Mathematik wurde. Im Jahre 1959 wechselte er an das Institut für angewandte Mathematik der Rheinischen Friedrich-Wilhelms-Universität Bonn. Dort promovierte er 1963 bei Heinz Unger mit der Dissertation Zur Strukturtheorie sequentieller Automaten. Daraufhin wurde er Abteilungsleiter am dortigen Institut für Instrumentelle Mathematik (IIM) und auch Leiter des Hochschulrechenzentrums. Im Jahre 1967 habilitierte Böhling sich für das Lehrgebiet Mathematik und wurde 1969 am Bonner Institut für angewandte Mathematik zum Professor der Abteilung Informatik berufen. Zudem leitete er zeitweilig am GMD-Forschungszentrum Informationstechnik das Institut für Theorie der Automaten und Schaltnetzwerke.
Den Schwerpunkt legte Böhling auf die theoretische Informatik und dort v. a. auf die Automatentheorie. Zu seinen Doktoranden zählen Klaus Indermark und Wolfgang Merzenich.
Karl Heinz Böhling wurde 1995 emeritiert.

## Publikationen
- Zur Strukturtheorie sequentieller Automaten, Dissertation, 1963
- Zur Theorie der Schieberegister: Realisierungen von Schaltwerken, 1967
- Endliche Automaten, zus. mit Klaus Indermark, 2 Teile, 1969 u. 1970
- Endliche stochastische Automaten, zus. mit Gisbert Dittrich, 1972
- Komplexität bei Turingmaschinen, zus. mit Burchhardt von Braunmühl, 1974
- Einführung in die Automatentheorie und Theorie formaler Sprachen, zus. mit Ludwig Balke, Spektrum Akademischer Verlag, 1993, ISBN 3-86025-567-3.